# آبشار وایلوا
آبشار وایلوا (به انگلیسی: Wailua Falls) آبشاری است که در کشور ایالات متحده آمریکا واقع شده‌است و بلندترین ریزشگاه آن ۵۳ متر ارتفاع دارد. حوضهٔ آبریز این آبشار، رود وایلوا است.

## نگارخانه

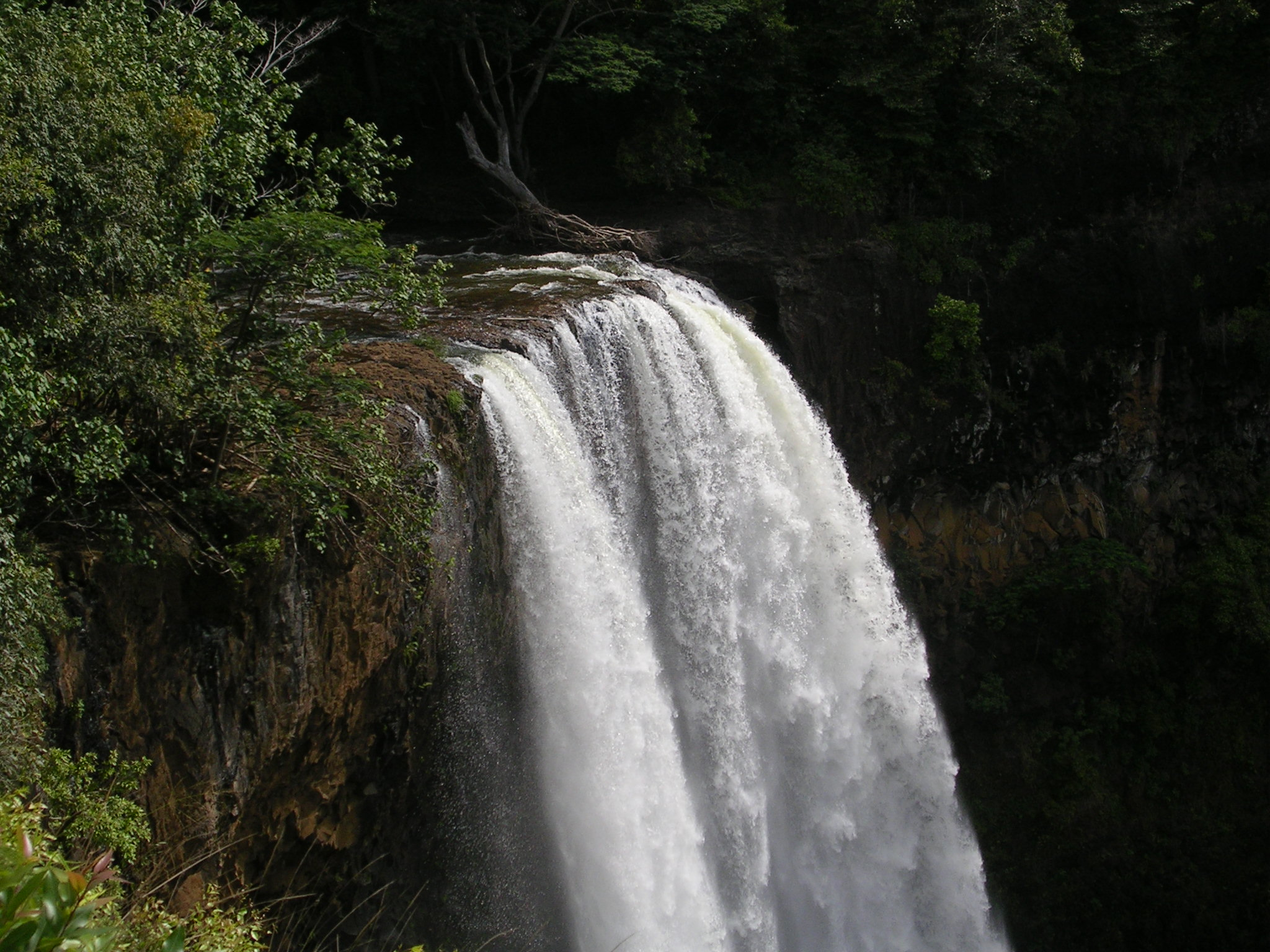